# Lancillotto in prosa
Il Lancillotto in prosa, detto anche Lancillotto-Graal (fr. Lancelot-Graal), Ciclo di Lancelot-Graal, Ciclo della Vulgata o Ciclo dello Pseudo-Walter Map, è un ciclo di romanzi in francese antico composti nella prima metà del XIII secolo (circa 1215-1235) e appartenenti al ciclo arturiano.

## Panoramica
Queste opere, di autori rimasti anonimi, sviluppano numerosi temi della leggenda di Re Artù e dei Cavalieri della Tavola Rotonda, dedicando un particolare rilievo ai temi dell'amore fra Lancillotto e Ginevra e della ricerca del Graal.
Il Lancilloto-Graal rappresenta una delle fonti più importanti per la letteratura arturiana delle epoche successive, e in particolare per Le Morte d'Arthur di Thomas Malory. Rispetto alla tradizione del romanzo in versi del XII secolo, ha una struttura narrativa più vicina al romanzo moderno, in cui molteplici vicende si sviluppano in parallelo e si intrecciano, secondo la tecnica narrativa dell'entrelacement. Altra novità degna di nota è l'estensione della materia narrativa. Com'è stato suggerito da Martín de Riquer, questa innovazione può essere in parte dovuta alla transizione che si ebbe proprio ai primi del XIII secolo dalla scrittura su tavoletta di cera (con "bella copia" finale sulla costosa pergamena) alla più maneggevole carta, che verosimilmente facilitava agli autori il compito di tenere sotto controllo intrecci lunghi e complessi.

## Struttura
L'opera, concettualmente unitaria, è formalmente suddivisa in sei parti (le ultime tre sono considerate le più antiche):
- Storia del Santo Graal (Estoire del Saint Graal): si tratta di un rifacimento del Giuseppe d'Arimatea (Joseph d'Arimathie) di Robert de Boron e descrive come Giuseppe di Arimatea e suo figlio Josephé portarono il Graal in Gran Bretagna.
- La storia di Merlino (Roman de Merlin en prose): si tratta dell'omonimo romanzo di Robert de Boron, racconta la vita di Merlino, il regno di Uter Pendragon e l'incoronazione del giovane Re Artù.
- Seguito del Merlino (Suite Merlin): è una lunga narrazione relativa ai primi anni di regno di Re Artù, costretto ad affrontare alcuni baroni ribelli e le invasioni dei Sassoni.
- Lancillotto propriamente detto (Lancelot propre): è la sezione più lunga (circa metà dell'intero ciclo) e racconta le avventure di Lancillotto e di altri Cavalieri della Tavola Rotonda, l'amicizia di Lancillotto e Galeotto e l'amore fra Lancillotto e Ginevra.
- Ricerca del Santo Graal (Queste del Saint Graal): racconta le vicende dei Cavalieri impegnati nella ricerca del Graal, e il successo nell'impresa di Galahad, figlio di Lancillotto.
- Morte di Re Artù (Mort le roi Artu): racconta la caduta di Re Artù nel suo scontro finale con il figliastro traditore Mordred, durante la battaglia di Salisbury.

## L’“architetto” delLancelot-Graal
L’opera è nota anche come Ciclo dello Pseudo-Walter Map dal momento che fino all’Ottocento si credeva fosse stata scritta dal britannico Walter Map: questa convinzione era dovuta al fatto che il suo nome compare nelle ultime righe della Queste come il traduttore di alcune cronache redatte in latino dai chierici di re Artù e ritrovate nella cattedrale di Salisbury, mentre alla fine della Mort è citato come autore a tutti gli effetti. L’attribuzione è stata ritenuta per lungo tempo veritiera perché si pensava che i romanzi in prosa fossero contemporanei — se non addirittura precedenti — a quelli in versi, e solo verso la fine dell’Ottocento, dopo aver postdatato il Lancillotto-Graal di qualche decennio (al 1215-1235 circa), ci si rese conto che la cronologia non reggeva, essendo Walter Map morto intorno al 1210. La prima ipotesi formulata allora fu semplicemente che, essendo il vero autore del ciclo troppo insignificante e sconosciuto, sarebbe stato sostituito con un altro autore — morto — dotato di un'auctoritas ben maggiore: Walter Map. A ogni modo, è improbabile che i lettori medievali fossero a conoscenza di questo problema.
Gli studi successivi si concentrarono su un altro problema, ancora irrisolto: se l’opera fosse stata pensata già in forma ciclica (ne era convinto Alexandre Micha), o se invece all’inizio avesse una prospettiva più limitata e sia stata trasformata in un ciclo solo in seguito, come sostenne Elspeth Kennedy.
Già nel 1918 Ferdinand Lot pubblicò un saggio in cui sosteneva che il mastodontico ciclo (a eccezione del Merlin) fosse opera di un unico autore, giudicando impossibile che più autori fossero riusciti a gestire in maniera così armonica una struttura tanto complicata. Nel far questo, però, Lot dovette ammettere una gigantesca incongruenza: nella prima parte del Lancelot si parla di Perceval come di colui che riuscirà a trovare il Graal. Eppure, nella Queste, l’impresa è portata a termine da Galaad.
Negli anni Trenta Jean Frappier propose una teoria alternativa che ha guadagnato notevoli consensi, ovvero che il ciclo sia stato scritto da autori distinti, ma sotto la guida di un unico “architetto” che ha curato l’intero progetto. La squadra così formata avrebbe quindi prima composto Lancelot, Queste e Mort, e poi mutuato da Robert de Boron l'Estoire e il Merlin, quasi come fossero prequel, raccordando il tutto tramite la Suite Merlin. Questa teoria è stata ripresa di recente da Carol Chase, secondo la quale la composizione delle varie parti del Lancillotto-Graal sarebbe però avvenuta in contemporanea. Questo permetterebbe di spiegare sia l’unità strutturale sia le contraddizioni interne del ciclo, dal momento che ogni autore non aveva sempre sottomano gli altri romanzi ma solo delle linee guida, e infatti è a oggi la teoria più accreditata.